# Антонін Скалія
Антонін Грегорі Ска́лія (англ. Antonin Gregory Scalia; 11 березня 1936, Трентон, Нью-Джерсі — 13 лютого 2016, Шафтер, Техас) — американський юрист і суддя італійського походження. Він був призначений суддею Верховного суду США президентом Рональдом Рейганом у 1986 році і працював у Верховному суді до самої смерті.

## Біографія
Коли йому було 5 років, його родина переїхала до Нью-Йорка. Скалія навчався у Джорджтаунському університеті (1957), отримав ступінь бакалавра права у Гарвардській школі права (1960).

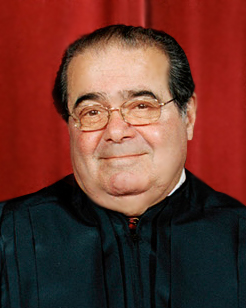
Антонін Скалія

З 1961 по 1967 він працював юристом, а у 1967 році став професором Університету Вірджинії. Потім він працював в адміністраціях президентів Річарда Ніксона і Джеральда Форда (в останній — заступником Генерального прокурора США). З 1982 року він був суддею Апеляційного суду в окрузі Колумбія.
Скалія вважався одним з найконсервативніших суддів свого часу, він був католиком-традиціоналістом.